# Зґвалтування під час Кашмірського конфлікту
Масові зґвалтування як геноцидна зброя широкомасштабно здійснювались від початку Кашмірського конфлікту в 1947 році (включаючи різанину в Мірпурі) як військами Догри, так і індуїстськими та сикхськими натовпами, пакистанськими загарбниками.
Численні вчені та правозахисні установи стверджують, що з моменту повстання в Джамму та Кашмірі в 1988 році зґвалтування використовувалось як «бойова зброя» індійськими силами безпеки, що складаються з індійської армії, центральних резервних поліцейських сил (CRPF) та співробітників прикордонної охорони. Однак уряд відхиляє такі звинувачення.
Бойовики-сепаратисти також вчиняли зґвалтування, які залишаються недостатньо дослідженими, але за своїм масштабом не порівнювані з індійськими державними силами.